# Anton Bartel
Anton Bartel, slovenski kulturni delavec, šolski svetnik, jezikoslovec, leksikograf in pripovednik, * 27. november 1853, Mirna Peč na Dolenjskem, Slovenija (tedaj Kranjska, Avstrijsko cesarstvo) † 1. september 1938, Ljubljana (tedaj Dravska banovina, Kraljevina Jugoslavija).
Bil je eden najstarejših slovenskih kulturnih delavcev. Rodil se je v trdni kmečki družini v Mirni Peči. Gimnazijo je obiskoval v Novem mestu, na Dunaju je študiral filologijo (bil je slovenist in klasični filolog) in tam diplomiral leta 1877. Eno leto (1874) je tudi  prejemal Knafljevo štipendijo.
Profesorsko službo je nastopil že leta 1877 in to kot suplent na gimnaziji v Trstu, nato je služboval na gimnaziji v Celovcu in jeseni leta 1882 prišel na ljubljansko klasično gimnazijo, kjer je služboval do leta 1909. Poučeval je latinščino, grščino, nemščino in slovenščino. Bil je vesten in pravičen profesor, ki je svojim učencem vlival ljubezen do domačega jezika in zanimanje za antično kulturo, ki jo je občudoval in ljubil.
Preizkusil se je tudi kot pripovednik. Napisal je zgodovinsko »povest iz časov francoskih vojn« o dogodkih iz Napoleonove dobe Pomladanski vetrovi (Kres, 1881), in povest Tihodolski učitelj (rokopis).
Kmalu po njegovem prihodu v Ljubljano se je Mohorjeva družba iz Celovca obrnila nanj naj pregleda Janežičev nemško–slovenski slovar, za novo izboljšano izdajo. Tako je postal leksikograf in se tega dela oprijel z veliko vnemo. Leta 1889 je oskrbel tretjo izdajo tega slovarja, ki ga je Lekše v Domu in svetu označil kot naš najboljši slovar. 
Bil je eden najožjih sodelavcev Maksa Pleteršnika, (1894-95), ko je le-ta pripravljal svoj veliki slovar. Določitev naglasa je v glavnem njegovo delo, kar je Pleteršnik sam omenil v Uvodu slovarja. Leta 1905 je s pomočjo Pleteršnika in Lovra Pintarja pripravil četrto izdajo Janežičevega slovarja (906 strani!), zelo pomnoženo, predvsem z gradivom iz Pleteršnikovega slovensko-nemškega slovarja, ki je bil medtem že izšel.
Uredil je tudi devet Zbornikov Slovenske Matice (1890-1898). Profesor Bartel se je kot jezikoslovec navezoval neposredno na dediščino Frana Levstika in nadaljeval njegovo delo za utrditev slovenskega knjižnega jezika. 